# Brennan
Brennan ist ein im englischen Sprachraum gebräuchlicher Familienname irischer Herkunft.  Die irische Form des Familiennamens ist Ó Braonáin (bzw. Ní Bhraonáin für Töchter). Aber auch die Namen Ó Branáin und Mac Branáin wurden als Brennan anglisiert.
Abgeleitet ist der Familienname von dem irischen männlichen Vornamen Braonán mit der Bedeutung „Kummer, Sorge“ (engl. sorrow), wörtlich „kleine Träne“. oder dem Vornamen Branán („kleiner Rabe“). 
Von dem Familiennamen abgeleitet, tritt Brennan außerdem als männlicher und weiblicher Vorname auf, dabei ungefähr 20-mal so häufig für Jungen wie für Mädchen.

## Namensträger

### A
- Andrew James Louis Brennan (1877–1956), US-amerikanischer Geistlicher, Bischof von Richmond
- Ashleigh Brennan (* 1991), australische Turnerin

### B
- Barbara Brennan (1939–2022), US-amerikanische Autorin und Geistheilerin
- Brian Brennan (Footballspieler) (* 1962), US-amerikanischer Footballspieler
- Brian Brennan (Politiker) (* 1964 oder 1965), irischer Politiker der Fine Gael
- Bríd Brennan (* 1955), irisch-britische Schauspielerin

### C
- Christopher Brennan (1870–1932), australischer Dichter
- Claire Brennan-Baker (* 1971), schottische Politikerin
- Colleen Brennan (* 1949), US-amerikanische Pornodarstellerin und Filmschauspielerin

### D
- Daniel Brennan, Baron Brennan (* 1942), britischer Politiker (Labour Party)
- Deborah Brennan, Politikwissenschaftlerin
- Denis Brennan (* 1945), römisch-katholischer Bischof in Irland
- Dick Brennan († 2015), US-amerikanischer Gastronom

### E
- Eileen Brennan (1932–2013), US-amerikanische Schauspielerin
- Eithne Brennan, Geburtsname von Enya (* 1961), irische Popsängerin
- Emmet Brennan (* 1991), irischer Boxer
- Erica Brennan (* 2007), irische Tennisspielerin
- Evie Brennan, US-amerikanische Politikerin

### F
- Francis Brennan (1894–1968), US-amerikanischer Kardinal der römisch-katholischen Kirche
- Frederick Hazlitt Brennan (1901–1962), US-amerikanischer Drehbuchautor

### G
- Gabrielle Brennan (* 1996), US-amerikanische Schauspielerin und Model
- Gavin Brennan (* 1988), irischer Fußballspieler

### H
- Herbie Brennan (1940–2024), irischer Buch- und Computerspiele-Autor

### I
- Ian Brennan (Künstler) (* 1950), britischer Künstler
- Ian Brennan (Fußballspieler) (* 1953), englischer Fußballspieler
- Ian Brennan (Schauspieler) (* um 1978), US-amerikanischer Schauspieler, Drehbuchautor und Produzent

### J
- Jason Brennan (* 1979), US-amerikanischer Politikwissenschaftler und Philosoph
- Jim Brennan (* 1977), kanadischer Fußballspieler
- Jimmy Brennan (1944–2006), irischer Schriftsteller
- John Brennan (Leichtathlet) (1879–1964), US-amerikanischer Leichtathlet
- John Joseph Brennan (1913–1976), nordirischer Politiker
- John Needham Huggard Brennan (1914–2010), irischer Schriftsteller, siehe John Welcome
- John O. Brennan (* 1955), US-amerikanischer Regierungsbeamter
- John P. Brennan (1864–1943), US-amerikanischer Politiker
- John Wolf Brennan (* 1954), irisch-schweizerischer Jazzmusiker und Komponist
- Johnny Brennan (* 1961), US-amerikanischer Schauspieler
- Joseph Brennan (Politiker) (1912–1980), irischer Politiker
- Joseph E. Brennan (1934–2024), US-amerikanischer Politiker
- Joseph Payne Brennan (1918–1990), US-amerikanischer Schriftsteller
- Joseph R. Brennan (1900–1989), US-amerikanischer Basketballspieler
- Joseph V. Brennan (* 1954), US-amerikanischer Geistlicher, Bischof von Fresno

### K
- Kathleen Brennan (* 1955), US-amerikanische Künstlerin
- Kevin Brennan (* 1959), walisischer Labour-Politiker
- Kim Brennan (* 1985), australische Ruderin
- Kip Brennan (* 1980), kanadischer Eishockeyspieler

### L
- Lisa Brennan-Jobs (* 1978), US-amerikanische Autorin
- Louis Brennan (1852–1932), irisch-australischer Konstrukteur und Erfinder
- Lydia Brennan (* 2008), irische Tennisspielerin

### M
- Maeve Brennan (1917–1993), irisch-US-amerikanische Journalistin und Schriftstellerin
- Margaret Brennan (* 1980), US-amerikanische Journalistin und Moderatorin
- Mark Edward Brennan (* 1947), US-amerikanischer Geistlicher, Bischof von Wheeling-Charleston
- Martin Brennan (Fußballspieler) (* 1982), englischer Fußballspieler und -trainer
- Martin A. Brennan (1879–1941), US-amerikanischer Politiker
- Martin George Brennan (* 1949), US-amerikanischer Diplomat
- Martin Stanislaus Brennan (1845–1927), irisch-US-amerikanischer Geistlicher und Naturwissenschaftler
- Matt Brennan (Politiker) (* 1936), irischer Politiker
- Matthew Brennan (Radsportler) (* 2005), britischer Radrennfahrer
- Megan Brennan (* 1961), US-amerikanische Postministerin
- Michael Brennan (Schauspieler) (1912–1982), britischer Schauspieler
- Michael Brennan (Hockeyspieler) (* 1975), australischer Feldhockeyspieler
- Mike Brennan (Basketballspieler) (* 1972), amerikanisch-irischer Basketballspieler
- Mike Brennan (Eishockeyspieler) (Michael Brennan; * 1986), US-amerikanischer Eishockeyspieler
- Moya Brennan (* 1952), irische Sängerin

### N
- Ned Brennan (1920–1988), irischer Politiker (Fianna Fáil)

### P
- Paddy Brennan (1877–1961), kanadischer Lacrosse-Spieler
- Patricia Brennan (* um 1986), mexikanisch-amerikanische Jazzmusikerin
- Patrick Brennan (Lacrossespieler) (1877–1961), kanadischer Lacrossespieler
- Patrick Brennan (Musiker) (* 1954), US-amerikanischer Jazzmusiker
- Patrick Brennan (Schauspieler) (* 1974), US-amerikanischer Schauspieler
- Patrick McKinley Brennan (* 1966), US-amerikanischer Rechtswissenschaftler
- Patrizio Tommaso Brennan, US-amerikanischer Geistlicher und Apostolischer Präfekt in Korea
- Paudge Brennan (1922–1998), irischer Politiker (Clann na Poblachta, Fianna Fáil und Irish Labour Party)
- Pete Brennan (1936–2012), US-amerikanischer Basketballspieler
- Peter Brennan (Bobfahrer) (* 1942), US-amerikanischer Bobsportler
- Peter J. Brennan (1918–1996), US-amerikanischer Gewerkschaftsfunktionär und Politiker
- Peter Paul Brennan (1941–2016), US-amerikanischer Geistlicher, Erzbischof von New York
- Philip Brennan (* 1967/68), Spezialeffektkünstler
- Pól Brennan (* 1956), irischer Musiker und Musikproduzent

### R
- Rich Brennan (* 1972), US-amerikanischer Eishockeyspieler
- Robert Brennan (Schriftsteller) (1881–1964), irischer Diplomat und Schriftsteller
- Robert Edward Brennan (1897–1975), US-amerikanischer Psychologe, Philosoph und katholischer Theologe
- Robert John Brennan (* 1962), US-amerikanischer Geistlicher, Bischof von Brooklyn
- Rosie Brennan (* 1988), US-amerikanische Skilangläuferin

### S
- Scott Brennan (* 1983), australischer Ruderer
- Séamus Brennan (1948–2008), irischer Politiker (Fianna Fáil), Abgeordneter und Minister
- Shane Brennan (* 1957), australischer Drehbuchautor und Produzent
- Shay Brennan (1937–2000), irischer Fußballspieler
- Shay Brennan (Politiker), irischer Politiker
- Stephen W. Brennan (1893–1968), US-amerikanischer Jurist
- Steve Brennan (* 1951), nordirischer Dartspieler

### T
- T. J. Brennan (Terrance James Brennan; * 1989), US-amerikanischer Eishockeyspieler
- Tad Brennan (* 1962), US-amerikanischer Philosophiehistoriker und Altphilologe
- Thomas Francis Brennan (1853–1916), US-amerikanischer Bischof
- Tommy Brennan (* 1940), irischer Vielseitigkeitsreiter
- Trevor Brennan (* 1973), irischer Rugby-Union-Spieler

### V
- Vincent M. Brennan (1890–1959), US-amerikanischer Politiker

### W
- Walter Brennan (1894–1974), US-amerikanischer Schauspieler
- William John Brennan (1938–2013), australischer Geistlicher, Bischof von Wagga Wagga
- William Joseph Brennan (1906–1997), US-amerikanischer Jurist und Richter

### Vorname
- Brennan Brown (* 1968), US-amerikanischer Schauspieler
- Brennan Clost (* 1994), kanadischer Schauspieler und Tänzer
- Brennan Elliott (* 1975), kanadischer Schauspieler
- Brennan Evans (* 1982), kanadischer Eishockeyspieler
- Brennan Heart (* 1982), niederländischer DJ und Musikproduzent
- Brennan Johnson (* 2001), englisch-walisischer Fußballspieler
- Brennan Manning (Richard Francis Xavier Manning; 1934–2013), US-amerikanischer geistlicher Schriftsteller, ehemaliger franziskanischer Priester und Redner
- Brennan Rubie (* 1991), US-amerikanischer Skirennläufer